# Zhang Yajue
Zhang Yajue (2000) es una deportista china que compite en piragüismo en la modalidad de aguas tranquilas. Ganó una medalla de bronce en el Campeonato Mundial de Piragüismo de 2019, en la prueba de C1 5000 m.

## Palmarés internacional
| Campeonato Mundial | Campeonato Mundial | Campeonato Mundial | Campeonato Mundial |
| Año                | Lugar              | Medalla            | Competición        |
| ------------------ | ------------------ | ------------------ | ------------------ |
| 2019               | Szeged (Hungría)   | Medalla de bronce  | C1 5000 m          |